# Halichoeres trispilus
Halichoeres trispilus е вид лъчеперка от семейство Labridae.

## Разпространение
Видът е разпространен в Британска индоокеанска територия, Индия, Индонезия, Кения, Мавриций, Мадагаскар, Малдиви, Мозамбик, Реюнион, Сейшели и Танзания.